# Иша
Иша, ночной намаз (араб. صلاة العشاء — ночная молитва) — ночная четырёхракаатная молитва мусульман. Одна из пяти обязательных ежедневных молитв.

## Время совершения
Время совершения намаза начинается сразу же после окончания времени намаза магриб и заканчивается непосредственно перед утренним намазом фаджр. Время, с которого можно совершать намаз, связано с исчезновением вечерней зари после заката солнца. В ханафитском мазхабе иша совершается через 1,5 часа после вечерней молитвы магриб.
Окончание времени молитвы наступает перед началом совершения утренней молитвы. Некоторые богословы считают, что молитву-иша следует исполнить до полуночи. Другие богословы считают это желательным действием.

## Дополнительные молитвы
После совершения молитвы-иша желательно совершить дополнительную двухракаатную молитву и намаз-витр.

## Хадисы
- Аиша рассказывала: «Однажды посланник Аллаха (то есть Мухаммед) задержал молитву иша́ до тех пор, пока не прошла значительная часть ночи. Затем он вышел, совершил намаз и сказал: „Это — подлинное время этой молитвы, если бы только я не боялся обременить моих последователей“»[2].
- Посланник Аллаха (то есть Мухаммед) говорил: «Если бы это не было обременительным для моей общины, то я повелел бы им откладывать совершение молитвы иша́ до первой трети ночи или до середины ночи»[3].
- Джабир рассказывал: «Иногда Пророк торопился с ночной молитвой, а иногда медлил с ней. Когда он видел, что народ уже собрался, то совершал молитву пораньше. Когда же люди запаздывали, он откладывал намаз»[4].